# Rob Holliday
Rob Holliday, född 8 juni 1979 är en brittisk musiker. Han är medlem i bandet Sulpher, där han är låtskrivare, gitarrist och sångare. Holliday var även livebasist i Marilyn Manson.
Han har även varit med i bandet The Prodigy.